# Eucalyptus tricarpa
Eucalyptus tricarpa ist eine Pflanzenart innerhalb der Familie der Myrtengewächse (Myrtaceae). Sie kommt im Zentrum und im Südosten von New South Wales sowie im Osten, im Süden und im Zentrum von Victoria vor und wird dort „Ironbark“ oder „Red Ironbark“ genannt.

## Beschreibung

### Erscheinungsbild und Blatt
Eucalyptus tricarpa wächst als Baum, der Wuchshöhen von bis zu 35 Meter erreicht. Die Borke verbleibt am gesamten Baum, ist rotbraun bis braun-schwarz und tief gefurcht. Die Rinde der kleinen Zweige ist grün. Weder im Mark der jungen Zweige noch in der Borke gibt es Öldrüsen.
Bei Eucalyptus tricarpa liegt Heterophyllie vor. Die Laubblätter sind stets in Blattstiel und Blattspreite gegliedert. Die auf Ober- und Unterseite leicht verschiedenfarbig grüne oder grau-grüne Blattspreite an Sämlingen ist bei einer Länge von 4 bis 9,5 cm und einer Breite von 1,5 bis 4 cm lanzettlich bis eiförmig. An jungen Exemplaren ist die matt grüne oder auf Ober- und Unterseite gleichfarbig grau-grüne Blattspreite bei einer Länge von 9,5 bis 17 cm und einer Breite von 3 bis 5 cm breit-lanzettlich bis eiförmig. An mittelalten Exemplaren ist die Blattspreite bei einer Länge von 11 bis 21 cm und einer Breite von 2 bis 3,5 cm lanzettlich, breit-lanzettlich oder eiförmig, gerade, ganzrandig und matt grün. Die Blattstiele an erwachsenen Exemplaren sind bei einer Länge von 13 bis 25 mm schmal abgeflacht oder kanalförmig. Die Blattspreiten an erwachsenen Exemplaren mit gleichfarbig matt grünen Ober- und Unterseiten sind bei einer Länge von 9 bis 22 cm und einer Breite von 1 bis 2,4 cm lanzettlich, relativ dick, sichelförmig gebogen, verjüngen sich zur Spreitenbasis hin und besitzen ein spitzes oberes Ende. Die erhabenen Seitennerven gehen in großen Abständen in einem spitzen Winkel vom Mittelnerv ab. Die Keimblätter (Kotyledone) sind verkehrt-nierenförmig.

### Blütenstand und Blüte
End- oder seitenständig an einem 5 bis 17 mm langen im Querschnitt stielrunden oder kantigen Blütenstandsschaft stehen in einfachen Blütenstand nur etwa drei Blüten. Die Blütenstiele sind bei einer Länge von 10 bis 18 mm stielrund oder kantig. Die nicht blaugrün bemehlten oder bereiften Blütenknospen sind bei einer Länge von 10 bis 14 mm und einem Durchmesser von 5 bis 7 mm ei-, keulen- oder kurz spindelförmig. Die Kelchblätter bilden eine Calyptra, die bis zur Blüte (Anthese) vorhanden bleibt. Die glatte Calyptra ist konisch oder schnabelförmig, kürzer als oder so lang wie der glatte Blütenbecher (Hypanthium) und ebenso breit wie dieser. Die Blüten sind weiß, rosafarben, cremefarben oder rot. Die äußeren Staubblätter sind unfruchtbar (infertil), die Staubbeutel kubisch. Die Blütezeit reicht von Mai bis Oktober.

### Frucht und Samen
Die gestielte Frucht ist bei einer Länge von 10 bis 14 mm und einem Durchmesser von 10 bis 15 mm kugelig, halbkugelig, eiförmig oder urnenförmig und vier-, fünf- oder sechsfächrig. Der Diskus ist eingedrückt, die Fruchtfächer sind eingeschlossen.
Der braune oder graue Samen ist eiförmig oder zusammengedrückt eiförmig. Das Hilum ist mittig.

## Vorkommen
Das natürliche Verbreitungsgebiet von Eucalyptus tricarpa ist der südliche Küstenabschnitt von New South Wales südlich von Araluen sowie der Osten, der Süden und das Zentrum von Victoria.
Eucalyptus tricarpa kommt örtlich häufig in trockenem Hartlaubwald oder lichtem Wald auf mäßig fruchtbaren, flachen Böden vor.

## Systematik
Die Erstbeschreibung erfolgte 1962 durch Lawrence Alexander Sidney Johnson als Unterart (Basionym) Eucalyptus sideroxylon subsp. tricarpa L.A.S.Johnson von Eucalyptus sideroxylon unter dem Titel Studies in the Taxonomy of Eucalyptus in Contributions from the New South Wales National Herbarium, Volume 3, Issue 3, S. 122. Das Typusmaterial weist die Beschriftung „Tilba Tilba to Wallaga Lake, N.S.W., L.A.S.Johnson 20.11.1950 (NSW 54090), flowering and fruiting“ auf. L.A.S.Johnson und K.D.Hill gaben 1991 ihr den Rang einer Art Eucalyptus tricarpa (L.A.S.Johnson) L.A.S.Johnson & K.D.Hill unter dem Titel Systematic studies in the eucalypts. 3. New taxa in Eucalyptus (Myrtaceae) in Telopea, Volume 4, Issue 2, S. 247. Das Artepitheton tricarpa ist von den lateinischen Wörter „tri“ für drei und „carpas“ für Frucht abgeleitet und weist auf den dreiblütigen Blütenstand (und dreifrüchtigen Fruchtstand) hin.
Seit 2004 gibt es zwei Unterarten von Eucalyptus tricarpa (L.A.S.Johnson) L.A.S.Johnson & K.D.Hill:
- Eucalyptus tricarpa subsp. decora Rule: Diese Unterart wurde durch K. Rule in Muelleria, Volume 20, 2004, S. 27 veröffentlicht.
- Eucalyptus tricarpa (L.A.S.Johnson) L.A.S.Johnson & K.D.Hill subsp. tricarpa

Es gibt natürliche Hybriden von Eucalyptus tricarpa und Eucalyptus bosistoana.

## Nutzung
Das Kernholz von Eucalyptus tricarpa ist dunkelrot, sehr hart und extrem beständig. Es besitzt ein spezifisches Gewicht von 910 bis 1220 kg/m³. Auf das Rote harte Holz bezieht sich der Trivialname „Red Ironbark“. Das Holz von Eucalyptus tricarpa wird für Eisenbahnschwellen und andere schwere Konstruktionen verwendet.